# Gebotener Gedenktag
Ein gebotener Gedenktag ist in der geltenden liturgischen Ordnung der katholischen Kirche ein niederer Rang der Feierlichkeit, zwischen dem Fest und dem nichtgebotenen Gedenktag.
Diese Klassifizierung wurde im Rahmen der Liturgiereform mit der Neuordnung des Kirchenjahres und des Römischen Generalkalenders nach dem Zweiten Vatikanischen Konzil am 14. Februar 1969 durch das Motu proprio Mysterii paschalis von Papst Paul VI. approbiert und mit dem 1. Januar 1970 in Kraft gesetzt. Sie löste eine seit dem 16. Jahrhundert geltende differenzierte Rangordnung liturgischer Feiern ab.
Der gebotene Gedenktag wird in liturgischen Büchern oder Kalendern meist mit „G“ abgekürzt und ist im liturgischen Kalender der katholischen Kirche die Bezeichnung für die Feier von Heiligen oder Ereignissen in der Heiligen Messe und im Stundengebet. Anders als bei nichtgebotenen Gedenktagen ist die Berücksichtigung in der Liturgie verpflichtend. Gedenktage werden im jeweiligen Jahr verdrängt, wenn sie mit einem Sonntag, Fest oder Hochfest zusammenfallen.